# Neohololepidella antipathicola
Neohololepidella antipathicola är en ringmaskart som beskrevs av Hartmann-Schröder och Zibrowius 1998. Neohololepidella antipathicola ingår i släktet Neohololepidella och familjen Polynoidae. Inga underarter finns listade i Catalogue of Life.